# جون تومسون (لاعب كرة قدم بريطاني)
جون تومسون (بالإنجليزية: John Thomson)‏ هو لاعب كرة قدم بريطاني (وحمل سابقاً جنسية المملكة المتحدة لبريطانيا العظمى وأيرلندا) في مركز حراسة المرمى، ولد في 27 يوليو 1896 في غرينوك في المملكة المتحدة، وتوفي في 1 مايو 1980 في مقاطعة ويستتشستر في الولايات المتحدة. لعب مع كوفنتري سيتي ونادي بارتيك ثيسل ونادي بريستول روفيرز ونادي برينتفورد ونادي بليموث أرجايل ونادي تشيسترفيلد ونيويورك ناشيونالز وأبردير تاون ‏ ونادي ألوا أثليتيك ونونيتون بورو ‏ وAberdare Athletic F.C. ‏.

## وصلات خارجية
- جون تومسون على موقع قاعدة بيانات كرة القدم.إي يو (الإنجليزية)